# Aleph Alpha
Aleph Alpha GmbH es una empresa emergente alemana de inteligencia artificial (IA) fundada por Jonas Andrulis y Samuel Weinbach, ambos con experiencia profesional en empresas como Apple y Deloitte.  Con sede en Heidelberg, la empresa tiene como objetivo desarrollar una pila de tecnología soberana para IA generativa que opere independientemente de las empresas estadounidenses y cumpla con las regulaciones europeas de protección de datos, incluida la Ley de Inteligencia Artificial. Según se informa, Aleph Alpha ha establecido uno de los clústeres de IA más potentes dentro de su propio centro de datos  y se especializa en el desarrollo de modelos de lenguaje de gran tamaño (LLM). Estos modelos se diseñaron para proporcionar transparencia respecto de las fuentes utilizadas para generar resultados y están destinados a ser utilizados por empresas y agencias gubernamentales.  El entrenamiento de estos modelos se ha realizado en cinco idiomas europeos. 

## Historia
Aleph Alpha fue fundada en 2019 por Jonas Andrulis y Samuel Weinbach. Andrulis es licenciado en ingeniería económica por el Instituto Tecnológico de Karlsruhe, donde su tesis se centró en la inteligencia artificial. Su experiencia profesional incluye la consultoría en Deloitte y la fundación de varias empresas de software de IA. Antes de fundar Aleph Alpha, trabajó como gerente de ingeniería de I+D de IA en el Grupo de Proyectos Especiales de Apple y trabajó en investigación clasificada con Siri AI R&D.  Weinbach, licenciado en administración de empresas, trabajó en Deloitte desde 2010, donde participó en la creación del Deloitte Analytic Institute, que se centró en impulsar iniciativas de inteligencia artificial corporativa. 

## Financiamiento
- Después de asegurar 5,3 millones de euros en financiación inicial en 2020, [6] Aleph Alpha recaudó otros 23 millones de euros en una segunda ronda de financiación en 2021, respaldada por varias firmas de capital de riesgo europeas. [7]
- En una ronda de financiación en noviembre de 2023, las empresas alemanas Schwarz Gruppe y Dieter Schwarz Foundation con el Parque de Innovación en Inteligencia Artificial (IPAI) participaron como inversores principales, junto con Bosch [8] junto con SAP, Hubert Burda Media y Christ&Company Consulting, así como la estadounidense Hewlett Packard Enterprise . El monto total de esta tercera ronda fue de más de 500 millones de dólares estadounidenses. [9] [10]

## Productos

### Luminous
Aleph Alpha desarrolló su propio modelo de lenguaje de IA, llamado Luminous, basado en su propia investigación y código, con la arquitectura de transformador generativo preentrenado (GPT) y aprendizaje autosupervisado. Además de las funcionalidades estándar que comparten todos los modelos GPT, Aleph Alpha ha introducido innovaciones propietarias:
- Fueron el primer equipo en ofrecer multimodalidad en 2021,[11] lo que permite que sus modelos sean impulsados con cualquier combinación de texto e imágenes. La innovación detrás de esta capacidad fue publicada en la conferencia líder en IA EMNLP 2022 y se hizo de código abierto bajo el nombre MAGMA.[12]
- En 2022, fueron el primer equipo en desarrollar la capacidad de crear imágenes a partir de entradas multimodales.[13] Este método fue publicado en NeurIPS 2023 bajo el nombre Multifusion.[14]
- Con una innovación llamada AtMan, publicada en NeurIPS 2023, Aleph Alpha desarrolló un método para hacer que los patrones aprendidos por los modelos GPT sean visibles y controlables. Este método abordó el problema de que la IA generativa había sido una "caja negra". Esto despertó el interés de empresas y gobiernos para abordar problemas complejos y críticos en los que los chatbots tradicionales a menudo resultan insuficientes, aumentando la confianza en los resultados generados por IA.[15][16]

Como herramienta para construir y entrenar sus modelos fundacionales, se utiliza el HPE Machine Learning Development System. El enfoque basado en modelos tipo GPT permite la adaptación y ajuste del modelo base a diversas aplicaciones.
Luminous ya se utiliza en el sistema de información ciudadana Lumi de la ciudad de Heidelberg.

## Asociaciones
- Para I+D, Aleph Alpha colabora con la Universidad de Duisburg-Essen y la Universidad Técnica de Darmstadt. También participa en organizaciones de código abierto como EleutherAI, un colectivo de investigadores que trabajan para aumentar la accesibilidad a la investigación en IA. [4]
- Tanto Hewlett Packard Enterprise (HPE) como SAP han firmado asociaciones no exclusivas con Aleph Alpha. En el caso de HPE, se trata de la primera asociación de este tipo. HPE ofrecerá Luminous en su plataforma Greenlake. [20]